# Ventura Roca i Martí
Ventura Roca i Martí (Ponts, 24 d'agost de 1949) és un polític català de l'Alt Urgell. Membre de Convergència Democràtica de Catalunya (CDC), que ha estat alcalde d'Oliana, conseller comarcal i president del Consell Comarcal de l'Alt Urgell.
Va començar a militar a CDC l'any 1990, va encapçalar les llistes de Convergència i Unió (CiU) a les eleccions municipals de 1991, en què va ser elegit alcalde d'Oliana i va romandre en aquest càrrec fins a l'any 2007. Poc després de la seua elecció com a alcalde, va tindre lloc la crisi de l'empresa de petits electrodomèstics Taurus, la més gran de tota la comarca i que es troba a Oliana. Paral·lelament, el mateix any 1991, Roca fou escollit conseller comarcal al grup de CiU, càrrec que va conservar fins a l'any 2011. Quan l'any 1999 Maria Dolors Majoral i Moliné va deixar de ser presidenta del Consell Comarcal, l'elegit per a substituir-la fou l'aleshores alcalde d'Oliana Ventura Roca, qui va presidir l'ens comarcal fins a l'any 2007, quan fou substituït pel seu vicepresident Jesús Fierro i Rugall. És coautor, amb Joan Tort i Donada, del llibre Del Segre a la Ribera Salada, (Publicacions de l'Abadia de Montserrat, 1992).